# هيو سكوت
هيو سكوت (بالإنجليزية: Hugh Scott) هو ضابط ومحامي وكاتب وسياسي أمريكي، ولد في 11 نوفمبر 1900 في فريدريكسبيورغ في الولايات المتحدة، وتوفي في 21 يوليو 1994 في فولز تشيرش في الولايات المتحدة. نشط حزبياً في الحزب الجمهوري.

## مناصب
- انتخب رئيس مجلس الإدارة (1948 – 1949).
- انتخب المدعي العام [الإنجليزية]‏ (1926 – 1941).
- انتخب عضو مجلس النواب الأمريكي (3 يناير 1941 – 3 يناير 1945).
- انتخب عضو مجلس الشيوخ الأمريكي (3 يناير 1959 – 3 يناير 1977).

## وصلات خارجية
- هيو سكوت على موقع إن إن دي بي (الإنجليزية)